# Lexington (Virgínia)
Lexington és una població dels Estats Units a l'estat de Virgínia. Segons el cens del 2000 tenia 6.867 habitants.

## Demografia
Segons el cens del 2000, Lexington tenia 6.867 habitants, 2.232 habitatges, i 1.080 famílies. La densitat de població era de 1.064,8 habitants per km².
Dels 2.232 habitatges en un 18,3% hi vivien nens de menys de 18 anys, en un 36,9% hi vivien parelles casades, en un 8,8% dones solteres, i en un 51,6% no eren unitats familiars. En el 41% dels habitatges hi vivien persones soles el 17,7% de les quals corresponia a persones de 65 anys o més que vivien soles. El nombre mitjà de persones vivint en cada habitatge era de 2,06 i el nombre mitjà de persones que vivien en cada família era de 2,76.
Per edats la població es repartia de la següent manera: un 11% tenia menys de 18 anys, un 41,4% entre 18 i 24, un 14,5% entre 25 i 44, un 16,7% de 45 a 60 i un 16,4% 65 anys o més.
L'edat mediana era de 23 anys. Per cada 100 dones de 18 o més anys hi havia 127,2 homes.
La renda mediana per habitatge era de 28.982 $ i la renda mediana per família de 58.529 $. Els homes tenien una renda mediana de 35.288 $ mentre que les dones 26.094 $. La renda per capita de la població era de 16.497 $. Entorn del 8,4% de les famílies i el 21,6% de la població estaven per davall del llindar de pobresa.